# Yusof Ishak
 (septembre 2018).
Si vous disposez d'ouvrages ou d'articles de référence ou si vous connaissez des sites web de qualité traitant du thème abordé ici, merci de compléter l'article en donnant les références utiles à sa vérifiabilité et en les liant à la section « Notes et références ».
Yusof bin Ishak (ou parfois Yusuf bin Ishak) (jawi : يوسف بن إسحاق; / ˈjʊsɒf bɪn ˈɪshɑːk / YOUSS-off bin ISS-hahk), né le 12 août 1910 à Taiping, Perak, aux États malais fédérés (aujourd'hui la Malaisie) et mort le 23 novembre 1970 à Singapour, est un journaliste et un homme politique singapourien. Il est le 1er président de la république de Singapour dès l'indépendance de la cité-État en 1965 jusqu'à sa mort.

## Biographie et carrière journalistique
Fils aîné dans une famille de neuf membres, Yusof suivit son père fonctionnaire à Singapour lorsque ce dernier y fut muté en 1923. Après avoir été diplômé de son alma mater, Raffles Institution, en 1929, il lança sa carrière journalistique et publia un magazine de sports en partenariat avec deux amis.
Trois ans après, il rejoignit Warta Malaya, un journal très connu pendant cette époque-là  Ce journal était beaucoup influencé par les évènements au Moyen-Orient et Yusof voulait le consacrer aux affaires malaises ; il accomplit sa vision en fondant Utusan Melayu en mai 1939, qui est toujours publié de nos jours sous le nom d'Utusan Malaysia (en).
Pendant l'occupation japonaise de Singapour, à cause de la réquisition de l'imprimerie par les Japonais, Utusan Melayu arrêta de publier et Yusof rentra dans sa ville natale où il ouvrit un magasin d'approvisionnement jusqu'à la fin de la Seconde Guerre mondiale. Utusan Melayu reprit sa publication après que les Japonais eurent capitulé en 1945.
En 1957, Yusof s'installa à Kuala Lumpur et l'année suivante, le quartier général de son journal y déménagea également. Pendant cette période-là, les Malais voulaient que la Malaisie soit indépendante des Britanniques et il les incita par ses publications ; tout cela mena à la création de l'Organisation nationale des malais unis (en malais : Pertubuhan Kebangsaan Melayu Bersatu, et en anglais : United Malays National Organisation, abrégée UMNO). Pourtant, du fait des différences entre ses idéaux politiques et ceux de l'UMNO, Yusof vendit ses actions d'Utusan Melayu et puis démissionna.

## Carrière politique
Yusof retourna à Singapour, où il tint plusieurs postes au sein du gouvernement singapourien, y compris la position du président de la Commission de la fonction publique (en anglais : Public Service Commission of Singapore (en)), à l'invitation du Premier ministre de cette époque-là, Lee Kuan Yew. Après la victoire du Parti d'action populaire (People's Action Party (PAP) en anglais) lors des élections générales singapouriennes en 1959 (en), il fut nommé comme le Yang di-Pertuan Negara (« (lui) qui est Seigneur » en malais ; titre du Chef de l'État) avant de devenir le 1er  Président de la république à la suite de l'expulsion de Singapour de la Malaisie le 9 août 1965 (en).
En tant que Yang di-Pertuan Negara et président du pays, il promouvait le multiculturalisme et l'identité nationale en rendant visite au peuple singapourien et en tendant sa main aux divers groupes ethniques et religieux.

## Mort et hommages
Yusof bin Ishak demeura en fonction pendant trois mandats jusqu'à sa mort d'une insuffisance cardiaque le 23 novembre 1970.
Depuis le 9 septembre 1999, son portrait est représenté sur tous les billets de banque du dollar singapourien.

## Institutions portant le nom de Yusof Ishak
- Yusof Ishak Secondary School (en), ouverte le 29 juillet 1966 par le Premier ministre de cette époque-là, Lee Kuan Yew.
- L'Institute of Southeast Asian Studies (en français : l'Institut des Études d'Asie du Sud-Est) fut officiellement renommé en août 2015 comme l'ISEAS–Yusof Ishak Institute (en) lors du 105e anniversaire de Yusof, pour que son nom évoque la vision de Yusof « d'égalité, de justice, d'harmonie et de force au milieu de la diversité ».
- Yusof Ishak House à Kent Ridge campus dans l'Université nationale de Singapour le long de Lower Kent Ridge Road.
- Masjid Yusof Ishak (en) (en français : Mosquée de Yusof Ishak) à Woodlands (en). L'ouverture de cette mosquée fut officiée par la veuve de l'ancien président, Noor Aishah Mohammad Salim (en), et témoignée par des invités y compris le Premier ministre actuel Lee Hsien Loong, le ministre chargé des affaires musulmanes Yaacob Ibrahim (en), et le mufti Fatris Bakaram.